# Jean IV. de Brosse

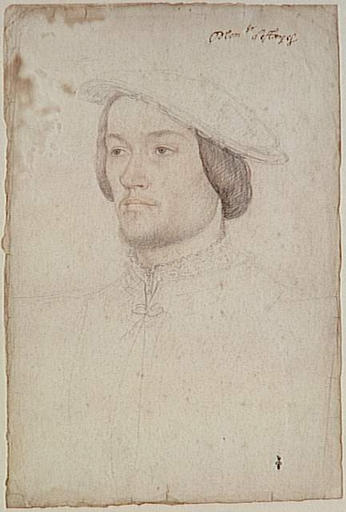
Jean IV. de Brosse, Zeichnung von Jean Clouet, um 1540

Jean IV. de Brosse (* um 1505; † 27. Januar 1564 in Lamballe) war der Sohn von René de Brosse und Jeanne de Commines, der Tochter von Philippe de Commynes. Mit dem Tod seines Vaters in der Schlacht bei Pavia (1525) folgt er ihm als Graf von Penthièvre.
1536 heiratete er Anne de Pisseleu d’Heilly (* wohl 1508, † nach 1552), die seit etwa 1526 Mätresse des Königs Franz I. war und es bis zu dessen Tod 1547 auch blieb. Im gleichen Jahr wurde Jean de Brosse zum Herzog von Étampes (und sie zur Herzogin) ernannt. Jedoch reichte dieser Vermögenszuwachs nicht aus, um die Kosten, die seine Position bei Hofe mit sich brachten, zu decken, so dass er immer mehr verarmte – woran auch seine Ernennung zum Herzog von Chevreuse 1545 nichts änderte. Die Auseinandersetzungen zwischen Anne de Pisseleu und Diane de Poitiers, der Mätresse des Dauphins, führten dann nach dem Tod des Königs und der Thronbesteigung Heinrichs II. dazu, dass Jean und Anne sich vom Hof zurückziehen mussten. Das Ehepaar ging in die Bretagne, wo Jean seit 1543 Gouverneur war. 
1553 gelang es Diane de Poitiers, das Herzogtum Étampes an sich zu ziehen. 1555 wurde Charles de Lorraine, der Erzbischof von Reims, an seiner Stelle zum Herzog von Chevreuse ernannt. Nach dem Tod Heinrichs II. (1559) und dem darauf folgenden Sturz Dianes erhielt er Étampes zurück (1562), starb aber wenig später. Jean de Brosse wurde im Franziskanerkloster von Guingamp bestattet.
Die Ehe von Jean de Brosse und Anne de Pisseleu blieb kinderlos. Über seine Schwester Charlotte erbte sein Neffe Sébastien de Luxembourg die Grafschaft Penthièvre. Étampes fiel an die Domaine royal zurück.
| Vorgänger                          | Amt                                       | Nachfolger                         |
| ---------------------------------- | ----------------------------------------- | ---------------------------------- |
| René de Brosse                     | Graf von Penthièvre 1525–1564             | Sébastien de Luxembourg            |
| Jean de la Barre                   | Graf von Étampes ab 1536 Herzog 1534–1553 | Diane de Poitiers                  |
| französische Krondomäne (Franz I.) | Herzog von Chevreuse 1545–1555            | Charles de Lorraine                |
| Diane de Poitiers                  | Herzog von Étampes 1562–1564              | französische Krondomäne (Karl IX.) |

| Personendaten    | Personendaten                                                            |
| ---------------- | ------------------------------------------------------------------------ |
| NAME             | Jean IV. de Brosse                                                       |
| KURZBESCHREIBUNG | französischer Graf von Penthièvre sowie Herzog von Chevreuse und Étampes |
| GEBURTSDATUM     | um 1505                                                                  |
| STERBEDATUM      | 27. Januar 1564                                                          |
| STERBEORT        | Lamballe                                                                 |